# Quintanilla de las Viñas
Quintanilla de las Viñas é uma localidade espanhola da Província de Burgos.
Pertence ao município de Mambrillas de Lara.

## Geografia
- Altitude: 1.006 metros.
- Latitude: 42º 07' 00" N
- Longitude: 003º 28' 59" O

## Monumentos
Igreja visigoda de Ermida de Santa Maria (Quintanilla de las Viñas) (século VII).